# 마크 테토
마크 테토(영어: Mark Tetto, 1980년 3월 1일 ~ )는 대한민국에서 활동하는 미국의 기업인이자 투자자, 문화예술인, 방송인이다.

## 내력
1980년에 미국 뉴욕에서 태어났으며, 2002년 프린스턴 대학교 화학과를 졸업하였고 2007년에는 와튼 스쿨에서 MBA 인 파이낸스 학위를 취득하였다. 2002년부터 2004년까지는 맥마스터카에서 근무하였으며, 2007년부터 2010년까지는 모건 스탠리에서 근무하였다. 2010년부터 2014년까지는 삼성전자에서 근무하였다. 이 후, 빙글의 최고재무관리자로 재직 중이다. 2014년 JTBC 《비정상회담》 24회에 일일 비정상으로 출연하였으며, 2015년 《내 친구의 집은 어디인가》에 출연하였다. 2016년 JTBC 《비정상회담》 103회부터 마지막화까지 출연하였다.

### 텔레비전
| 연도                    | 제목                        | 방송사 | 비고 |
| ----------------------- | --------------------------- | ------ | ---- |
| 2015년                  | 《내 친구의 집은 어디인가》 | JTBC   |      |
| 2014년, 2016년 - 2017년 | 《비정상회담》              | JTBC   |      |